# (364) Isara
(364) Isara ist ein Asteroid des inneren Hauptgürtels, der am 19. März 1893 vom französischen Astronomen Auguste Charlois am Observatoire de Nice bei einer Helligkeit von 12 mag entdeckt wurde.
Der Asteroid ist benannt mit einem früheren Namen des Flusses Isère, der in Südfrankreich in die Rhone mündet. Julius Bauschinger, der Direktor des Astronomischen Rechen-Instituts in Berlin, veröffentlichte 1901 die Namen von 34 von Charlois entdeckten Asteroiden zwischen den Nummern (356) und (451). Im Text heißt es lediglich: „Nach Zustimmung des Herrn Charlois haben folgende von ihm entdeckten… Planeten nachstehende Namen erhalten.“ Es liegt daher nahe, dass die Namen vom Astronomischen Rechen-Institut ausgewählt wurden.

## Wissenschaftliche Auswertung
Mit Daten radiometrischer Beobachtungen im Infraroten aus dem Jahr 1974 vom Cerro Tololo Inter-American Observatory in Chile wurden für (364) Isara erstmals Werte für den Durchmesser und die Albedo von 28 km und 0,20 bestimmt. Aus Ergebnissen der IRAS Minor Planet Survey (IMPS) wurden 1992 Angaben zu Durchmesser und Albedo für zahlreiche Asteroiden abgeleitet, darunter auch (364) Isara, für die damals Werte von 28,0 km bzw. 0,26 erhalten wurden. Eine Auswertung von Beobachtungen durch das Projekt NEOWISE im nahen Infrarot führte 2011 zu vorläufigen Werten für den Durchmesser und die Albedo im sichtbaren Bereich von 35,2 km bzw. 0,16. Nachdem die Werte nach neuen Messungen mit NEOWISE 2012 auf 25,9 km bzw. 0,30 geändert worden waren, wurden sie 2014 auf 27,2 km bzw. 0,26 korrigiert.
Aus spektroskopischen Aufnahmen vom 15. und 18. April 2005 mit dem Spitzer-Weltraumteleskop im mittleren Infrarot wurden durch eine thermische Modellierung Werte für den mittleren Durchmesser von etwa 29 km und für die Albedo im sichtbaren Bereich von etwa 0,24 erhalten.
Über photometrische Messungen des Asteroiden wurde erstmals 1965 in einer Untersuchung aus China berichtet. Dort wurde für (364) Isara eine Rotationsperiode von 9,155 h abgeleitet. Weitere Beobachtungen erfolgten vom 7. bis 14. Mai 2009 während vier Nächten am Palmer Divide Observatory des Space Science Institute in Colorado. Aus der aufgezeichneten Lichtkurve wurde hier eine Rotationsperiode von 9,156 h bestimmt.
Umfangreiche Messungen wurden von Januar bis März 2005, April bis Mai 2006 und im April 2009 am Observatorium Borówiec in Polen durchgeführt. Die während insgesamt 16 Nächten registrierten Lichtkurven wurden in Verbindung mit den Daten des Palmer Divide Observatory zu einer Periode von 9,1570 h ausgewertet. Die Lichtkurven ähnelten denjenigen von binären Asteroiden und könnten auf eine hantelförmige Gestalt von (364) Isara hinweisen.
Die Verarbeitung von archivierten Lichtkurven des United States Naval Observatory und der Catalina Sky Survey in Arizona ermöglichte in einer Untersuchung von 2013 die Berechnung eines dreidimensionalen Gestaltmodells für zwei alternative Positionen der Rotationsachse mit prograder Rotation und einer Periode von 9,15751 h.
Mit archivierten Daten des Asteroid Terrestrial-impact Last Alert System (ATLAS) aus dem Zeitraum 2015 bis 2018 bestätigte eine Untersuchung von 2020 erneut die Rotationsperiode mit 9,159 h, darüber hinaus konnte eine taxonomische Zuordnung mit einer Wahrscheinlichkeit von 4 % für einen C-Typ und von 96 % für einen S-Typ angegeben werden. Aus den Daten von ATLAS konnte in einer Untersuchung von 2022 mit der Methode der konvexen Inversion noch einmal eine Rotationsperiode von 9,15755 h bestimmt werden.